# Enrico Tedeschi
Enrico Tedeschi (Roma, 1910-Buenos Aires, 1978) fue un arquitecto, urbanista, escritor, educador e investigador ítalo-argentino.

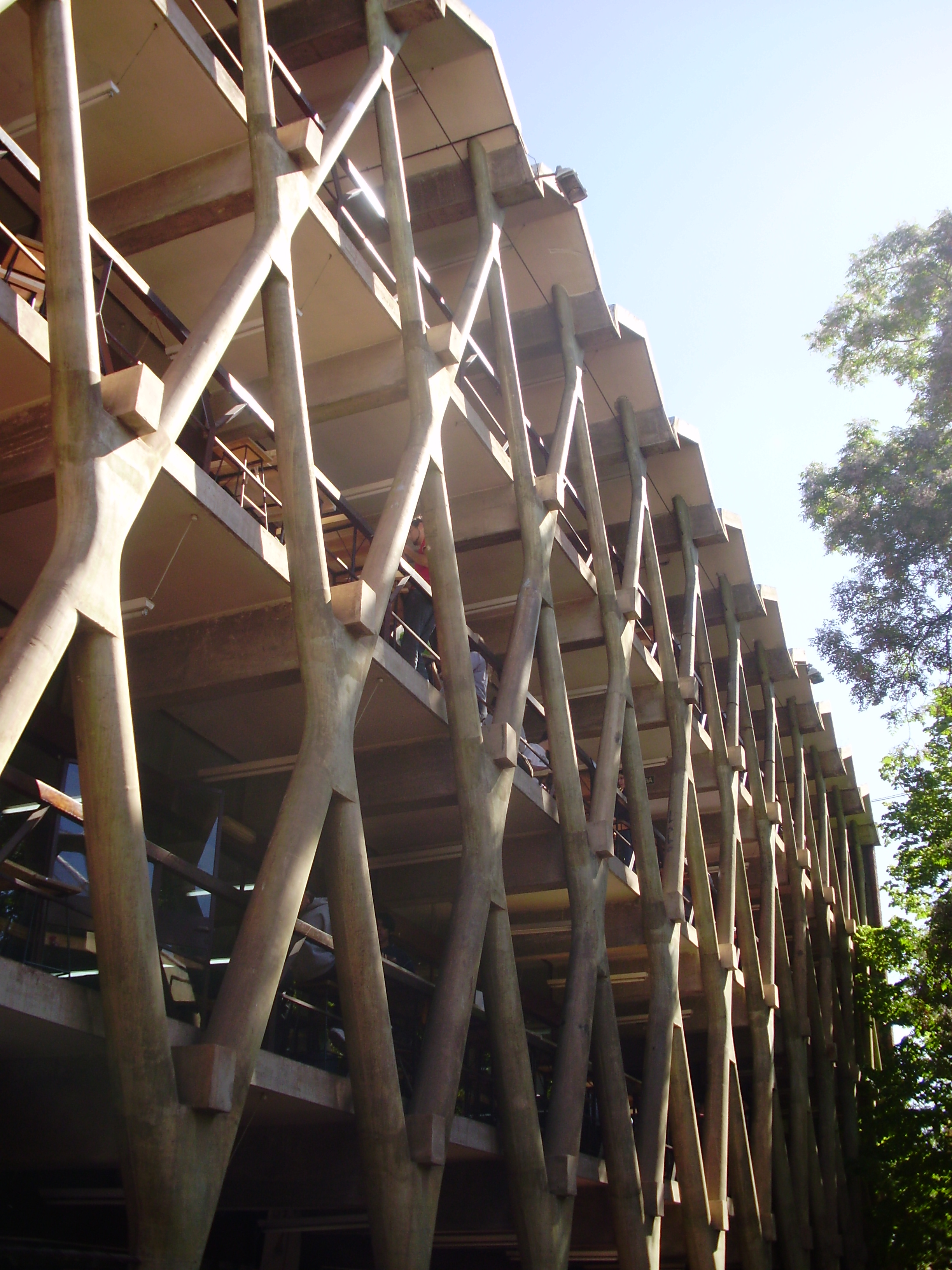
Facultad de Arquitectura (Enrico Tedeschi, 1962-64), Universidad de Mendoza.

## Reseña biográfica
Nació en Roma en 1910, y en 1934 se graduó de arquitecto en la Escuela de Arquitectura La Sapienza, en su ciudad natal. En 1948 migró a la Argentina en calidad de profesor extraordinario de la Universidad Nacional de Tucumán, donde creó y dirigió el Instituto de Historia de la Arquitectura y el Arte. Con posterioridad, la Facultad de Arquitectura de la Universidad Nacional de Córdoba lo tuvo como profesor en el período 1953-1959.
Hacia 1960 se radicó en la ciudad de Mendoza, donde proyectó y construyó el conjunto edilicio de la Universidad de Mendoza; institución de gestión privada, que tiene como principales características su calidad estética, espacial y ambiental. Propuso allí una exoestructura de hormigón armado con el fin de resistir los fuertes sismos que la ciudad soporta periódicamente. Se lo considera cofundador de la Escuela de Arquitectura y Urbanismo de esta universidad, donde fue docente y primer decano. 
En reconocimiento a su trabajo, el Instituto Argentino de Investigación de las Zonas Áridas (IADIZA) lo invitó oportunamente a crear un grupo de investigación. Se conformó así el denominado Laboratorio de Ambiente Humano y Vivienda (LAHV), la institución de investigación en arquitectura solar y arquitectura bioclimática más antigua de América Latina; allí, en 1973, construyó la primera casa solar de Sudamérica. A su jubilación, este laboratorio pasó a ser dirigido por el Dr. Arq. Carlos de Rosa, posición que en la actualidad ocupa el Dr. Ing. Alfredo Esteves.
También fue director, por concurso, de la Oficina de Planeamiento Urbano de la Ciudad de Mendoza, desde 1959 a 1961. Asimismo, coordinó la creación del Código de Edificación de Mendoza que, entre otras cosas, proponía limitar el desarrollo de las construcciones en altura, y obligaba a retiros de línea municipal para que no se afectaran las copas de los árboles de las calles. La mayoría de los municipios de la provincia adoptaron este código, o al menos lo tomaron como modelo.
Se lo considera uno de los pioneros de la arquitectura solar en la Argentina, junto al Dr. Arq. Elio di Bernardo de la Universidad Nacional de Rosario, y el Dr. Arq. Elías Rosenfeld de la Universidad Nacional de La Plata. Ellos tres tuvieron el privilegio de construir las primeras casas solares de América Latina, entre 1972 y 1979.

## Premios, menciones y trabajos
En su extensa vida profesional fue merecedor de numerosos reconocimientos y premios por su labor, pudiéndose destacar:
- Premio en el concurso para el plan urbanístico de Aprilia (1935);
- Premio de la Plaza Imperial en la Exposición Universal de Roma (1938);
- Premio para el plan regulador del Lido de Venecia (1938);
- Premio para el plan regulador de la ciudad de Pescara 1946.

Otros trabajos:
- Participación en el plan regulador de Roma y en las ordenanzas de edificación (1944-1947);
- Proyección del plan regulador de Caserta (1945-1946);
- Plan reconstrucción de Capua (1946-1947);
- Plan de reconstrucción de San Giorgio a Liri (1947);
- Plan de la Vía Apia Antica (1947);
- Proyección y construcción del campus de la Universidad de Mendoza;
- Proyección y construcción de la Escuela de Arquitectura de Mendoza.

## Pensamiento y obra literaria
Escribió varias obras literarias de carácter técnico, en las que expone un depurado manejo de los sistemas constructivos. Propuso soluciones adaptadas a las condiciones climáticas argentinas y las características del oasis cuyano, junto a las bioclimáticas y sismorresistentes. Esto se comprueba en las numerosas construcciones realizadas en las provincias de Tucumán, Mendoza, San Juan y San Luis. 
Su libro más conocido por la corporación de arquitectos es Teoría de la Arquitectura (1963), texto que se utilizó intensamente en la formación de arquitectos en Argentina hasta 1983, y que posteriormente fue cayendo en desuso. El libro expresa un pensamiento sistémico, mostrando que la arquitectura y el urbanismo no solamente son un grupo de hechos dispersos, yuxtapuestos o superpuestos: por el contrario, todos sus elementos son interdependientes y se articulan orgánicamente.
Enrico Tedeschi fue un convencido de que la cultura mendocina es un sistema de relaciones de vida cuya esencialidad es aportada por la armonía del hombre social, la comunidad de árboles y las amansadas aguas de nieve. Así lo manifiesta en un escogido escrito del profuso «Informe Tedeschi» (septiembre de 1961), documento final de la Oficina de Planeamiento Urbano y Código de Edificación de la Municipalidad de la Capital.